# Kalika (Kanchanpur)
Kalika (nep. कालिका) – gaun wikas samiti w zachodniej części Nepalu w strefie Mahakali w dystrykcie Kanchanpur. Według nepalskiego spisu powszechnego z 2001 roku liczył on 2164 gospodarstw domowych i 13 002 mieszkańców (6478 kobiet i 6524 mężczyzn).